# Список умерших в 880 году

## Февраль
- 2 февраля:
  - Бруно, герцог Саксонии (866—880)[1];
  - Лотарь I фон Штаде, граф Штаде (до 880), возможный родоначальник династии Удоненов[2].

## Июль
- 9 июля — Аривара-но Нарихира, японский поэт и художник, принц по происхождению.

## Сентябрь
- 22 сентября — Карломан, король Баварии (876—880) и Италии (877—880) из династии Каролингов[3].

## Дата смерти неизвестна или требует уточнения
- Гвефер, князь Салерно (861—880), основатель династии Дауфериди, правившей в Салерно в 861—978 годах[4].
- Еврозия, святая дева, мученица[5].
- Ильдуин, епископ Асти (между 864 и 876—880)[6].
- Иоанн Диакон, бенедиктинский монах, церковный писатель.
- Ламберт II, герцог и маркграф Сполето (860—880)[7].
- Мухаммад аль-Махани, математик и астроном Арабского халифата[8].
- Фатима аль-Фихри, основательница мечети и медресе аль-Карауин в Фесе.